# Volley Treviso 2003-2004

## Risultati ottenuti

### In Italia
- Serie A1: vince in finale contro la Copra Asystel Ventaglio Piacenza
- Coppa Italia: vince in finale contro la BreBanca Lannutti Cuneo
- Supercoppa Italiana: vince in finale contro la Lube Banca Marche Macerata

### In Europa
- European Champions League: perde i quarti di finale contro il Tours Volley-Ball

## Rosa
in corsivo i giocatori ceduti durante il campionato